# 현공사
현공사(悬空寺)는 중화인민공화국 산시성 다퉁시 훈위안현에 위치한 사원이다.
다퉁 시 중심부로부터 남동쪽으로 60km 되는 곳의 항산의 기슭에 위치한다. 사원의 명칭은 현공각에서 유래되었다. 북위 때인 491년 건립되었다. 경내에 석가모니, 노자, 공자의 조각상이 모셔져 삼교융합의 모습을 보여준다.